# Swiss Life

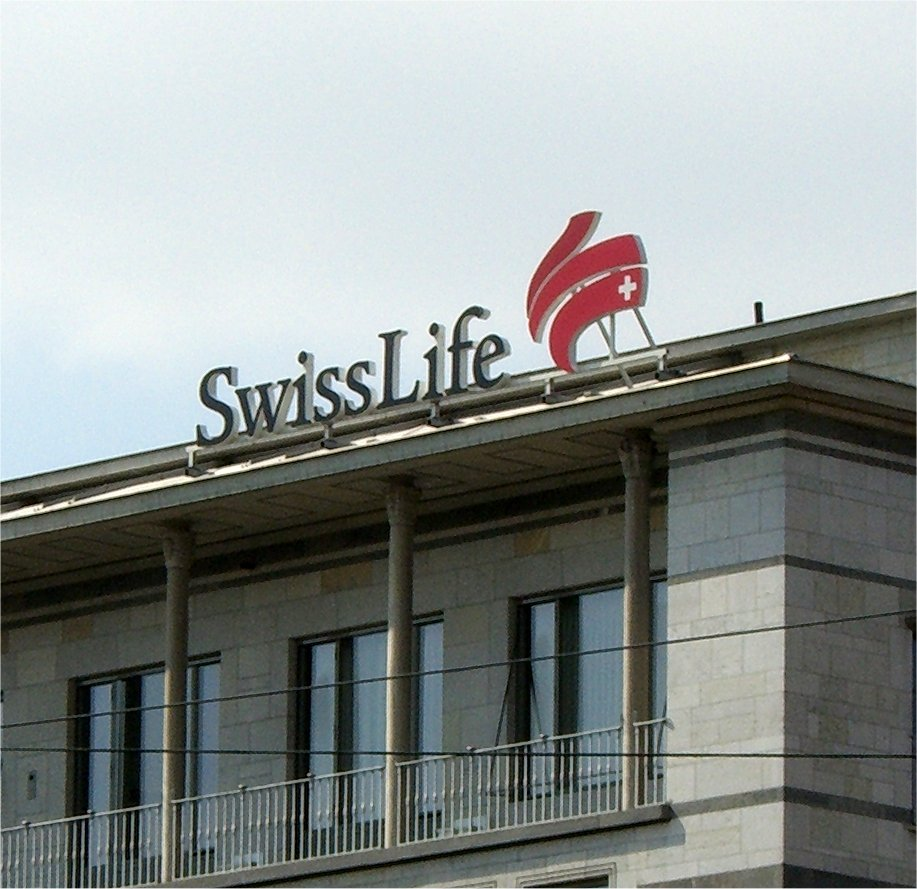
Firmenlogo auf dem Swiss Life-Hauptgebäude in Zürich

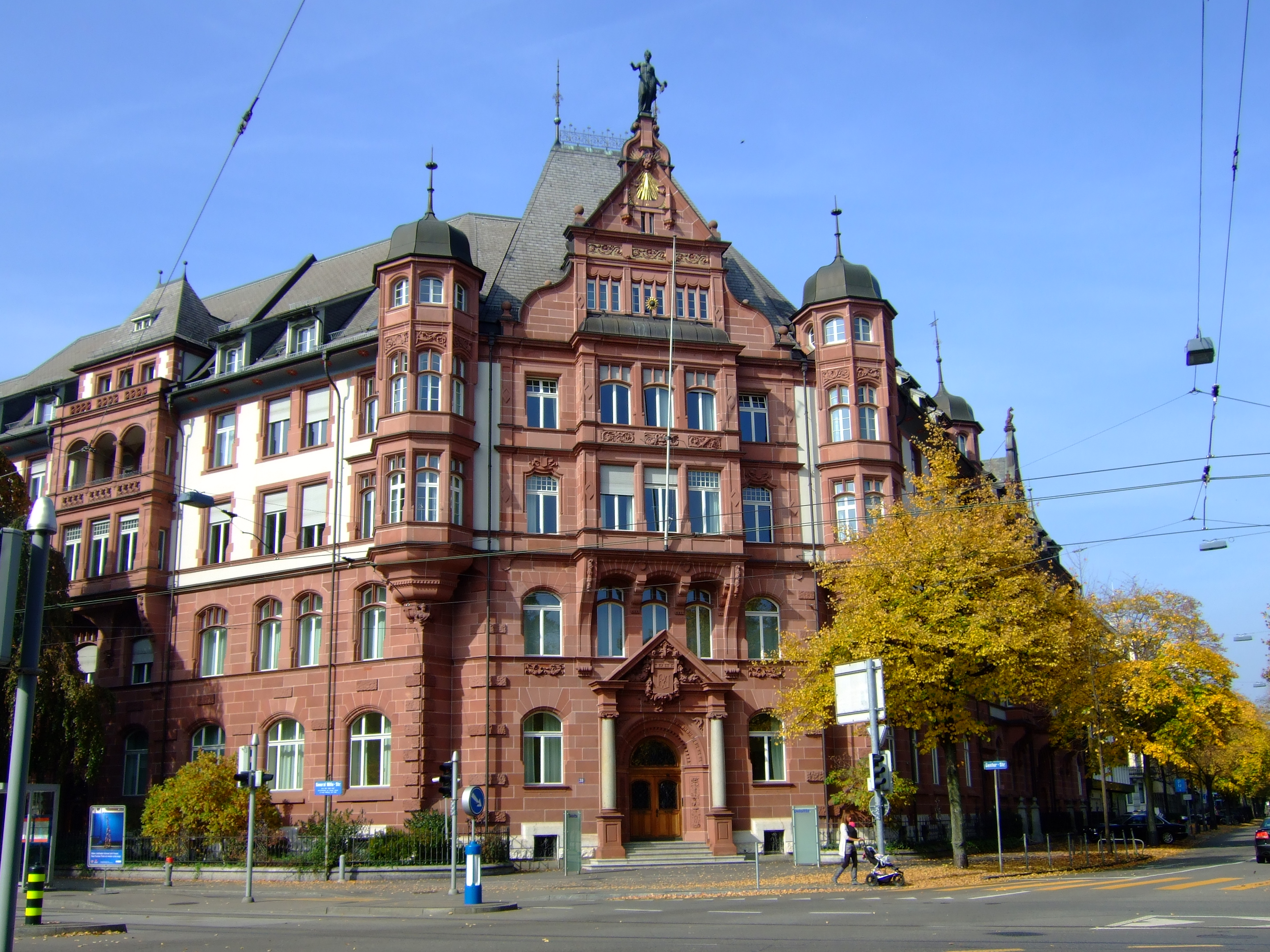
Der erste Hauptsitz der Rentenanstalt in Zürich, erbaut 1898

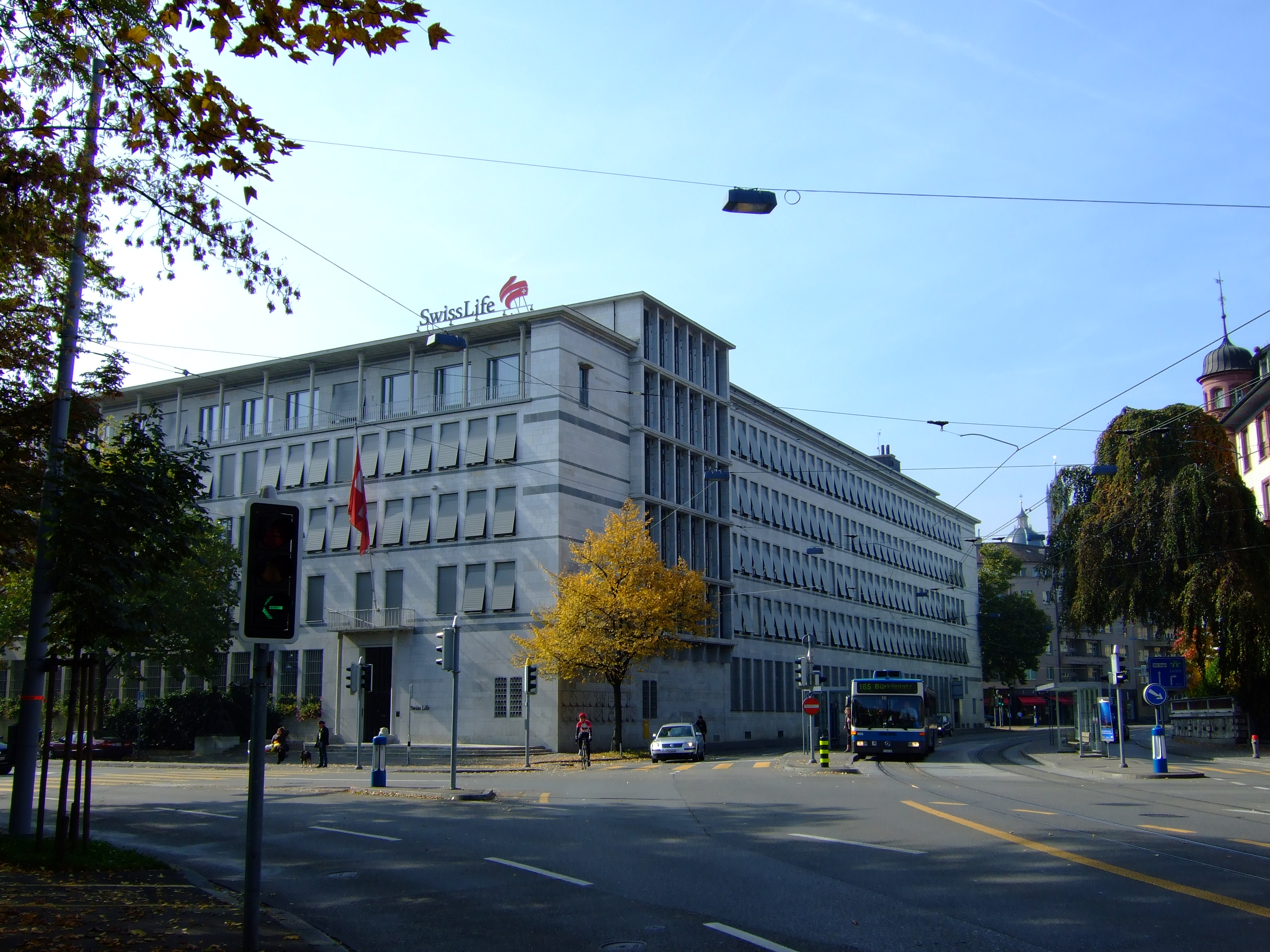
Der derzeitige Hauptsitz am Mythen-Quai in Zürich, erbaut 1937–1939

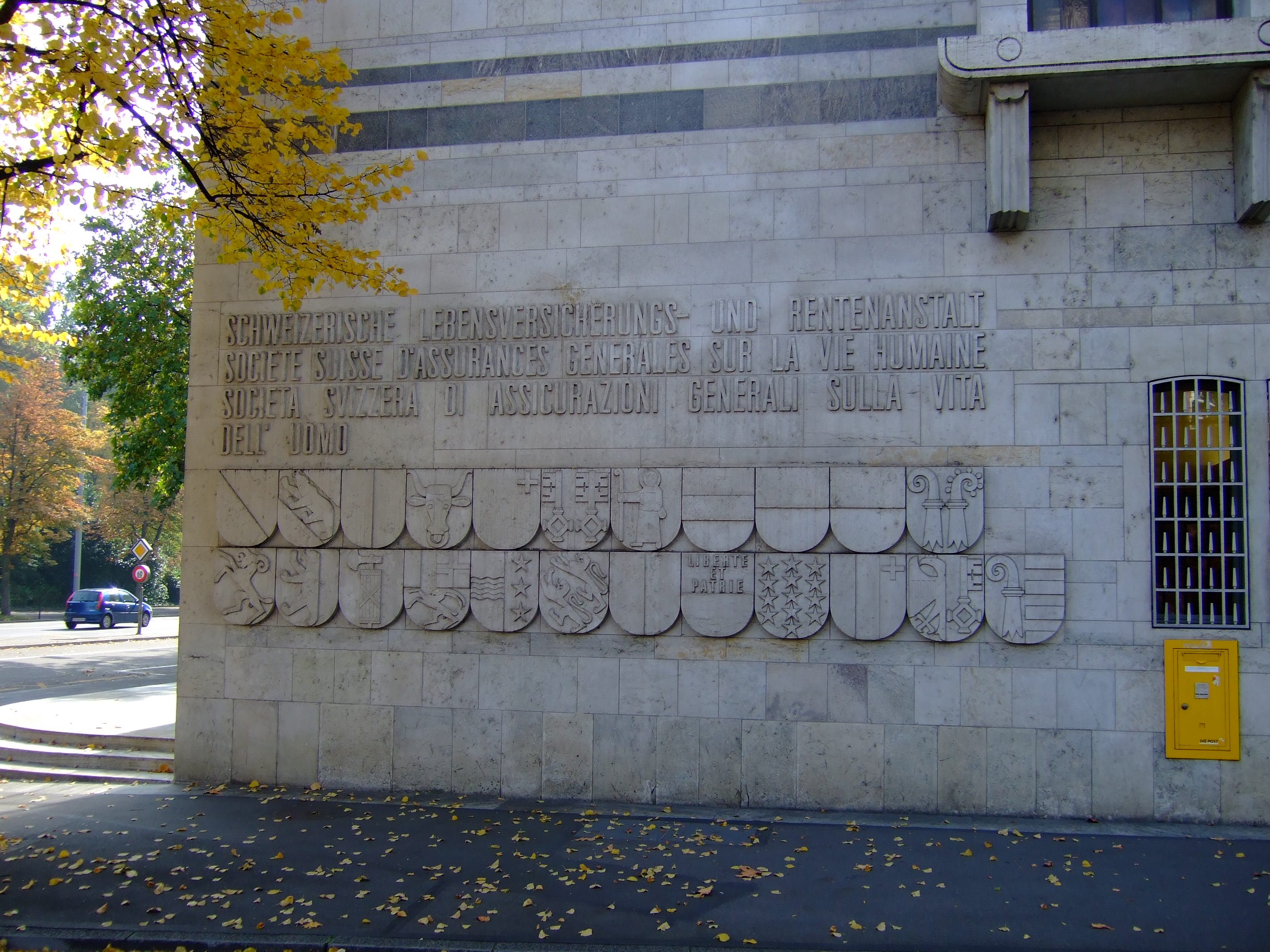
Kantonswappen und alter Firmenname am Hauptsitz in Zürich

Swiss Life, Eigenschreibweise SwissLife, ehemals Schweizerische Lebensversicherungs- und Rentenanstalt, ist der grösste Lebensversicherungskonzern der Schweiz. Das Unternehmen mit Sitz in Zürich wurde 1857 gegründet und übernahm 2002 seinen heutigen Namen.

## Geschichte

### Die Anfänge

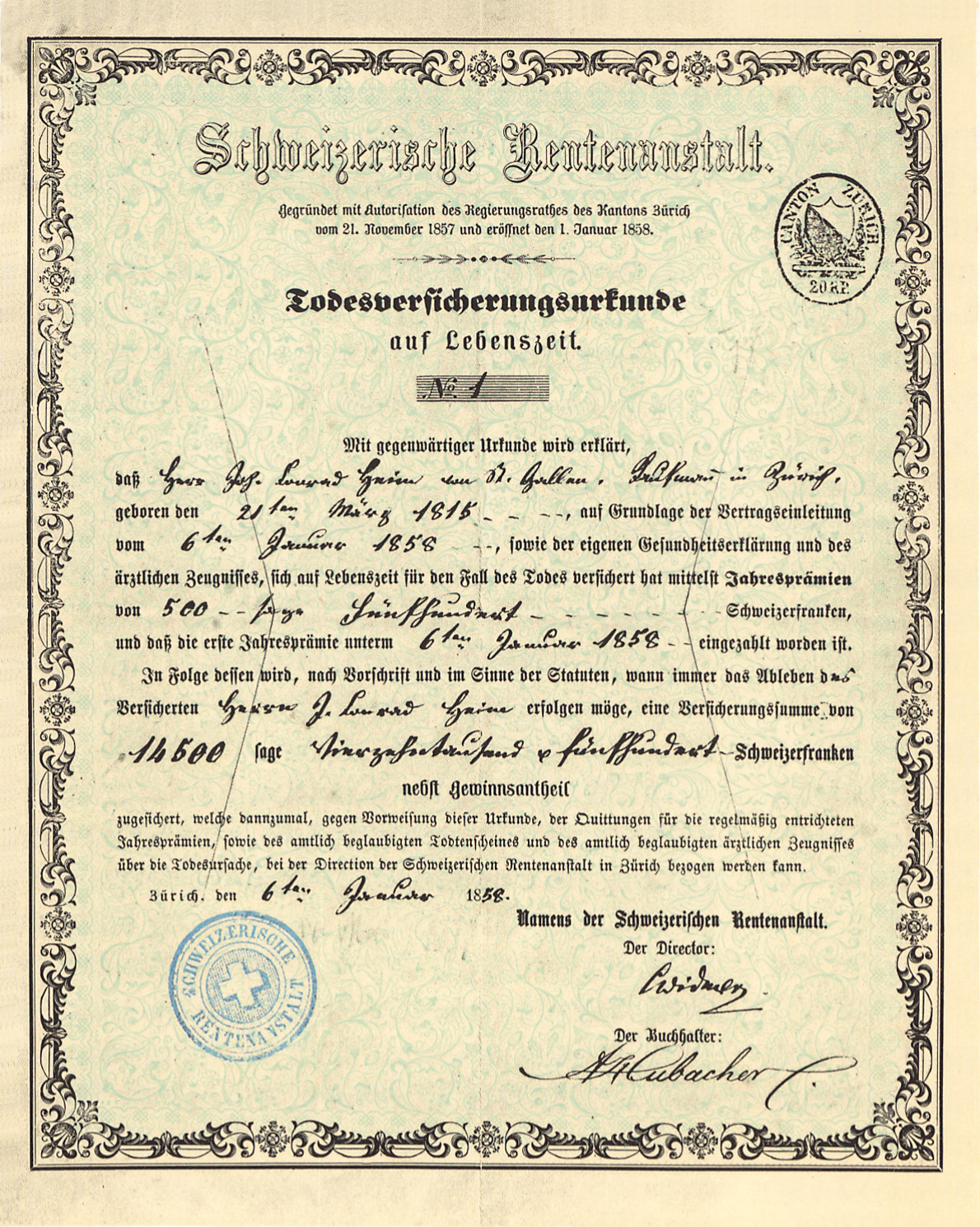
Todesversicherungsurkunde auf Lebenszeit No. 1

Die Schweizerische Lebensversicherungs- und Rentenanstalt wurde am 21. November 1857 durch Conrad Widmer (1818–1903) mit Hilfe der Schweizerischen Kreditanstalt (zuletzt als Credit Suisse firmiert) als erste Lebensversicherung der Schweiz gegründet. Die Gesellschaftsform war die einer Genossenschaft. Der erste Aufsichtsrat setzte sich aus acht Mitgliedern zusammen, darunter Felix Wild, Zürcher Regierungsrat, Johann Jakob Rüttimann, Ständerat und Verwaltungsrat der Kreditanstalt sowie Alfred Escher, Regierungspräsident des Kantons Zürich und Verwaltungsratspräsident der Kreditanstalt. Im Verwaltungsrat der bald kurz «Rentenanstalt» genannten Firma sassen Vertreter der meisten Schweizer Kantone. Das Ziel ihrer Gründer war «den schweizerischen Familienvätern auf hinlänglich soliden Grundlagen Gelegenheit zu geben, durch Aufopferung eines kleinen Teils des Erwerbes die Ihrigen gegen mancherlei Wechselfälle des Lebens bis zu einem gewissen Grade sicherzustellen».
Bereits 1866 erhielt Widmer die Konzession in Preussen. Ein Jahr später nahm die Rentenanstalt den Geschäftsbetrieb in Hamburg und Bremen auf. Eine Niederlassung für das politisch noch zersplitterte Deutschland gab es nicht. Jedes Königreich, jedes Herzogtum hatte einen eigenen Generalbevollmächtigten. Die von Hand geschriebenen Policen wurden allesamt in Zürich ausgefertigt. 1885 erreichte das Vermögen der Rentenanstalt 20 Millionen Franken, so dass sie sich von der Kreditanstalt trennen konnte. Danach sollten alle Rechnungsüberschüsse den versicherten Mitgliedern zukommen.
Ab 1894 bot die Rentenanstalt als eine der ersten Lebensversicherungen die Möglichkeit, eine Berufsunfähigkeits-Versicherung abzuschliessen. Zwischen 1866 und 1987 gründete die Rentenanstalt Niederlassungen in Deutschland (in den 1920er Jahren auch in Berlin mit zwei Filial-Direktionen in der Linkstrasse und am Kurfürstendamm), Frankreich (1898), den Niederlanden (1900, unter dem niederländischen Namen «Zwitser Leven»), Belgien, Grossbritannien, Spanien, Luxemburg und Italien. 1988 übernahm sie die «La Suisse» Versicherungen in Lausanne.
Das erste Domizil der Rentenanstalt befand sich in den Tiefenhöfen am Zürcher Paradeplatz. Die Expansion liess die Büros in rascher Folge vom Grünen Schloss am Zwingliplatz, ins Chamhaus an den Unteren Zäunen und schliesslich ans Alpenquai wechseln, wo 1898 der neue Hauptsitz eröffnet wurde. Trotz der für die damalige Zeit grosszügigen Anlage liess die weitere Expansion in der Zwischenkriegszeit noch einen Umzug nötig werden. 1937–1939 wurde in Nachbarschaft des alten Hauptsitzes ein modernes Gebäude nach Plänen der Architekturfirma Pfister erstellt. Dieses, mit von 1961 bis 1963 und später erstellten Erweiterungen, beherbergt seitdem den Hauptsitz der Gesellschaft in Zürich.

### Die Aktiengesellschaft
1997 wandelte sich die Rentenanstalt unter Manfred Zobl von einer Genossenschaft in eine börsenkotierte Aktiengesellschaft. Dabei wurden aus den rund 600'000 ehemaligen Genossenschaftern Aktionäre. 1998 wurde die Rentenanstalt/Swiss Life-Aktie im SMI-Index aufgenommen.
Wie auch andere Banken und Versicherungen startete die Rentenanstalt unter dem Titel «Allfinanz» eine expansive Strategie. Fortan sollte ein Bankangestellter auch Versicherungspolicen verkaufen und ein Versicherungsberater auch Anlagefonds. Im Kampf um Marktanteile im Finanzsektor wurden im In- und Ausland Milliardenakquisitionen getätigt, wie etwa 1999 die Übernahme der Immobilienfirmen Uto Albis, Livit AG (von der UBS) und Oscar Weber (2000). Konkurrenten in ganz Europa (Lloyd Continental (Frankreich) 1999, Schweizerischen Treuhandgesellschaft STG (2000)), IT-Firmen und eine Beteiligung an der Jungfraubahn, die zuvor eine amerikanische Beteiligungsgesellschaft kaufen wollte, wurden erworben. Schliesslich übernahm die Rentenanstalt 1999 die Tessiner Banca del Gottardo. So wurde das Unternehmen innert weniger Jahre vollständig vom Lebensversicherer zum Finanzkonglomerat umstrukturiert, welches aber nach Ansicht von Kritikern dadurch zu gross und unübersichtlich geworden war.
Kurz darauf kam es 2002 zu einem Stopp mit neuer Holdingstruktur, Umtausch der Rentenanstalt/Swiss-Life-Aktien und schmerzhaften Korrekturen in den Büchern. Die Banca del Gottardo, zu einem Preis von 2,4 Mrd. Franken übernommen, war noch 1,8 Mrd. wert. 2004 wurde der Wert in den Büchern nochmals nach unten korrigiert, auf 1,5 Mrd. Franken. Mehrere Versuche, einen Käufer für die Banca del Gottardo zu finden, schlugen dabei fehl.
Das Neugeschäft im Vereinigten Königreich wurde 2003 eingestellt. Im gleichen Jahr wurden die STG Schweizerische Treuhandgesellschaft und die Tochtergesellschaft in Spanien abgestossen.
Per 21. Juni 2010 verliessen die Aktien der Swiss Life den Swiss Market Index.

### Neuanfang
Nach diesen Turbulenzen, «einer geballten Ladung unvorsichtiger Manager und entsprechendem Imageschaden […] liess die Rentenanstalt 2003 den Namen fallen» und wagte 2004 als Swiss Life mit einer vereinfachten Markenstruktur und neuem Erscheinungsbild einen Neuanfang.
Nur in den Niederlanden trat sie weiterhin unter dem alten Namen Zwitserleven auf. Die dortigen Aktivitäten wurden allerdings 2007 verkauft und gehören seit April 2008 – trotz der weiter genutzten Marke Zwitserleven – nicht mehr zu Swiss Life, sondern zum niederländischen Banken- und Versicherungskonzern SNS REAAL. Das britische Versicherungsgeschäft wurde an die Resolution Life Group verkauft, das Private Equity-Portfolio an Pantheon Ventures. Das Leben-Geschäft der «La Suisse» wurde 2005 integriert.
Im November 2007 gab Swiss Life den seit längerem erwarteten Verkauf der Banca del Gottardo bekannt. Für 1,875 Mrd. Franken übernahm die Generali-Tochter BSI SA die Banca del Gottardo, mit der sie zu einem neuen Private Banking Institut fusioniert wurde.
Am 3. Dezember 2007 gab Swiss Life ein öffentliches Übernahmeangebot bekannt, mit der Absicht, AWD Holding AG mehrheitlich zu übernehmen. Swiss Life wurde ebenfalls wichtiger Produktpartner von AWD, dabei sollte AWD das Geschäftsmodell der unabhängigen Finanzberatung und der offenen Produktplattform beibehalten. Als Ziele der Übernahme nannte Swiss Life den Zugang zu den Wachstumsmärkten Zentral- und Osteuropas und dem österreichischen Markt sowie den Ausbau ihrer Marktdurchdringung in Deutschland und eine weitere Stärkung der Position in der Schweiz. Swiss Life erwartete dabei eine deutliche Steigerung des Neugeschäftsvolumens.
Diese angekündigte Übernahme wurde am Markt aus verschiedenen Gründen mit grosser Skepsis aufgenommen. Zum einen wiesen Experten darauf hin, dass das Image von AWD als aggressiver Verkäufer von Finanz- und Vorsorgeprodukten nicht zur Geschäftskultur von Swiss Life passe. Andererseits wurde auch die Unabhängigkeit der zukünftigen AWD-Beratung stark in Frage gestellt, da nun ein wichtiger Produktpartner zugleich auch Mehrheitsaktionär sei. Auch stehe die geplante Übernahme im Widerspruch zu mehreren noch kurz zuvor von AWD gemachten Aussagen. Ebenfalls wurde der Übernahmepreis, der rund 36 % über dem Drei-Monats-Durchschnittspreis lag, als zu hoch kritisiert. So fiel denn auch der Wert der Swiss Life-Aktie am Tag der Ankündigung um 7,15 %, womit der Börsenwert von Swiss Life um rund CHF 800 Mio. sank.
Am 13. März 2008 hat Swiss Life das Angebot an die Aktionäre der AWD Holding AG erfolgreich abgeschlossen, womit ihr Anteil an AWD auf zunächst 86,2 % stieg. Mitte August gab Swiss Life bekannt, auch noch die bei Carsten Maschmeyer verbliebene Beteiligung von 10,46 % übernommen zu haben und somit neu 96,71 % der AWD-Aktien zu halten.
In der gleichen Medienmitteilung gab Swiss Life bekannt, von Carsten Maschmeyer ein Aktienpaket von 26,75 % des Finanzdienstleisters MLP AG erworben zu haben. Swiss Life wolle dadurch ihre Stellung in der unabhängigen Finanzberatung mit Schwerpunkt Altersvorsorge in Deutschland weiter ausbauen. Der überraschende Schritt wurde an den Finanzmärkten wie bereits anlässlich der AWD-Übernahme mit einer sehr kritischen Bewertung und einem heftigen Kursrückgang der Swiss Life Aktien aufgenommen. Diese verloren innerhalb von zwei Tagen über 12 % an Wert, womit der Börsenwert von Swiss Life um rund 1,2 Milliarden Franken gesunken ist.
Im März 2009 vereinbarten die Talanx AG und Swiss Life eine strategische Partnerschaft. Um die Zusammenarbeit zu untermauern, erwarb die Talanx AG einen dauerhaften Aktienanteil von 9,9 % an Swiss Life. Weiter übernahm Talanx von Swiss Life einen Anteil von 8,4 % an MLP.
Im November 2012 gab Swiss Life bekannt, den bilanzierten Firmenwert des AWD um rund 600 Millionen CHF abzuschreiben. Darüber hinaus wurde ab April 2013 die Marke AWD aufgegeben und durch den Namen Swiss Life Select ersetzt.
Im November 2014 gab die Talanx AG bekannt, die restlichen Anteile von 5,03 % an der Swiss Life Holding AG zu veräussern.

### Rassismusvorwürfe
2017 hat Swiss Life eine Rassismusdebatte in der Schweiz ausgelöst. Die Luzerner Zeitung wies darauf hin, dass bei Swiss Life CallCenter-Angestellte mit fremdländisch klingenden Namen mit Schweizer Aliasnamen arbeiten. Die Eidgenössische Kommission gegen Rassismus (EKR) kritisierte das Vorgehen von Swiss Life und zeigte sich besorgt. Gegen den Vorwurf wehrte sich der Versicherer und betonte, dass jeder mit seinem echten Namen in der Kundenbetreuung arbeiten könne.

### Asset Management und Drittkundengeschäft
Die Swiss Life-Gruppe hat ihre Position im Bereich Asset Management kontinuierlich ausgebaut. Das Unternehmen bewirtschaftet sowohl die Vermögenswerte des eigenen Versicherungsgeschäftes als auch Anlagen von institutionellen Kunden. Immobilien sind dabei eine wichtige Anlageklasse.
Im Sommer 2014 übernahm Swiss Life Asset Managers den deutschen Immobilienverwalter und -projektentwickler Corpus Sireo und positionierte sich damit neben der Schweiz und Frankreich auch in Deutschland als Anbieter von Immobilien-Asset-Management-Lösungen.
2016 erwarb Swiss Life Asset Managers die britische Immobilien-Investmentgesellschaft Mayfair Capital mit Sitz in London.
2018 wurde die deutsche Immobilien-Gesellschaft BEOS AG durch Swiss Life Asset Managers übernommen.
2019 erwarb Swiss Life Asset Managers Fontavis, einen Investment Manager von Clean Energy und Infrastruktur-Fonds.
2021 hat Swiss Life Asset Managers das Immobiliengeschäft von Ness, Risan & Partners (NRP) übernommen.
2024 hat Swiss Life Asset Managers das schwedische Unternehmen Wilfast Förvaltning AB erworben, um die Position als institutioneller Immobilienverwalter in Europa auszubauen und die Präsenz in Skandinavien zu stärken.

### Präsidenten der Generaldirektion (CEOs)
- 1857–1892: Conrad Widmer[4]
- 1892–1895: Emil Frey[4]
- 1936–1947: Hans König (1880–1954)[34]
- 1945: Max Karrer
- 1947–1958: Emile Marchand
- 1958–?: Hans Wyss[4]
- 1958–1961: Riccardo James Jagmetti (1896–1964)[35]
- ?–1973: Ernst Reber
- ?–1976: Jacques Ruedin (1910–1997)
- 1973–1978: Hans Ammeter (1912–1986)[36]
- 1978–?: Walter Diener
- ?–1992: Kurt Rutz
- 1992–2002: Manfred Zobl
- 2002: Roland Chlapowski
- 2002–2008: Rolf Dörig
- 2008–2014: Bruno Pfister
- 2014–2024: Patrick Frost
- Seit 2024: Matthias Aellig

## Konzernstruktur
Die Swiss Life-Gruppe berichtet nach Ländern. Neben den drei Kernmärkten Schweiz, Frankreich und Deutschland weist die Gruppe ihre grenzüberschreitenden Segmente International und Asset Managers getrennt aus.

### Schweiz
Swiss Life Schweiz ist ein umfassender Anbieter von Vorsorge- und Finanzlösungen mit den Marken Swiss Life und Swiss Life Select und gehört mit über 1,3 Millionen Versicherten zu den führenden Anbietern in der Schweiz.

### Frankreich
Swiss Life Frankreich ist auf Personenversicherungen spezialisiert, bietet über die Tochter Swiss Life Banque Privée aber auch Vermögensverwaltungs- und Versicherungslösungen in Kombination mit Private Banking für vermögende Privatkunden an.

### Deutschland

#### Versicherungsgeschäft
Die deutsche Niederlassung von Swiss Life, gegründet 1866, hat ihren Sitz in Garching bei München und bietet Privat- und Firmenkunden Dienstleistungen im Bereich der Altersvorsorge und der finanziellen Absicherung an. Kernkompetenzen sind die Berufsunfähigkeitsversicherung und die betriebliche Altersvorsorge. Die Niederlassung betreibt selbst ausschließlich das Lebensversicherungsgeschäft. Aus diesem Grund können angebundene Makler über die Swiss Life-Tochter Swiss Life Partner auch auf Produkte von diversen Kooperationspartnern, z. B. aus dem Bereich der Kranken- oder Kompositversicherung, zurückgreifen.

##### Branchenlösungen
Swiss Life ist in Deutschland Teil mehrerer Konsortien für Versicherungsbranchenlösungen, die 17 Mio. Beschäftigten aus verschiedenen Branchen sowie deren Familienangehörigen angeboten werden können. Relevant ist nicht der konkrete Beruf, sondern die Beschäftigung in einer der relevanten Branchen. So ist z. B. auch ein Betriebsarzt im Rahmen der ChemieRente (AKS Flex) versicherbar.

###### KlinikRente Versorgungswerk
KlinikRente bietet für Beschäftigte aus dem Gesundheitswesen Versicherungslösungen für die betrieblichen Altersvorsorge (bAV) sowie mehrere biometrische Risiken an. Neben Swiss Life sind die Versicherer Allianz, Condor, Deutsche Ärzteversicherung sowie R+V Teil des Konsortiums. Swiss Life fungiert dabei teilweise als Konsortialführerin.

###### MetallRente Versorgungswerk
Das MetallRente Versorgungswerk bietet Beschäftigten der Metall- und Elektroindustrie Versicherungslösungen für die Altersvorsorge sowie mehrere biometrische Risiken. Neben Swiss Life sind die Allianz, Ergo, R+V und die Versicherungskammer Bayern Teil des Konsortiums.

###### ChemieRente (AKS Flex) Versorgungswerk
Über das Versorgungswerk ChemieRente (AKS Flex) können ca. 3 Mio. Personen versichert werden. Versicherbar gegen biometrische Risiken sind die Beschäftigten in den der IG BCE angeschlossenen Branchen sowie Familienangehörige. Unter Führung von Swiss Life agieren die Allianz und R+V als weitere Konsortialmitglieder.

#### Finanzberatung
Neben dem Versicherungsgeschäft ist Swiss Life in Deutschland mit ihren Tochtergesellschaften Swiss Life Select, HORBACH Wirtschaftsberatung, tecis Finanzdienstleistungen (vormals Teil der Tecis Holding) sowie Swiss Compare im Bereich der Finanzberatung aktiv. Die Tochtergesellschaften treten als Mehrfachagenten auf und vermitteln somit nicht nur Produkte von Swiss Life selbst, sondern auch die Produkte vieler anderer Anbieter. Neben Versicherungslösungen sind auch Produkte von Banken, Bausparkassen, Fondsgesellschaften und weiteren Finanzdienstleistern Teil der Beratung.

### International
Mit Standorten in der Schweiz, in Luxemburg, in Liechtenstein, in den Niederlanden, in Italien, in Hongkong und in Singapur bietet Swiss Life International ein umfassendes Angebot an Versicherungslösungen für vermögende Privatkunden und multinationale Unternehmen, wie auch massgeschneiderte Vorsorge, Risiko- und Anlageberatung für Retail und Affluent Kunden. Die Finanzberater von Swiss Life Select in Österreich, der Slowakei und Tschechien sowie Chase de Vere in Grossbritannien sind ebenfalls unter dem Dach von Swiss Life International tätig.

### Swiss Life Asset Managers
Das Tochterunternehmen Swiss Life Asset Managers (SLAM) bietet institutionellen und privaten Anlegern Zugang zu Investment- und Asset-Management-Lösungen. In der Schweiz ist Swiss Life einer der grössten institutionellen Vermögensverwalter und der drittgrösste Fondsanbieter. In Deutschland hat Swiss Life Asset Managers mit dem Erwerb des Immobilien-Asset-Management-Dienstleisters Corpus Sireo im Jahr 2014 ihre Marktposition deutlich gestärkt. Die Immobilienverwaltungsgesellschaft Livit AG, die 2016 erworbene Mayfair Capital Investment mit Sitz in London sowie die in Deutschland tätige BEOS AG sind ebenfalls Tochtergesellschaften von Swiss Life Asset Managers.
Ebenfalls im Jahr 2016 gründete Swiss Life Asset Managers eine deutsche Kapitalverwaltungsgesellschaft zur Auflage von offenen und geschlossenen Immobilienfonds.
Im Jahr 2019 hat Swiss Life Asset Managers die Fontavis AG gekauft. Dadurch soll den Investoren Zugang zu nachhaltigen Anlagen in den Bereichen Energie und Infrastruktur angeboten werden. Fontavis entwickelt und verwaltet Anlagelösungen aus den Bereichen Wasserkraft, Windparks, Stromnetze, Nah- und Fernwärmeverbünde, Solaranlagen sowie Recycling-Anlagen und weitere Infrastrukturanlagen.
Mitte 2021 gab Swiss Life bekannt, dass Corpus Sireo auf Swiss Life Asset Managers verschmolzen werden soll und der Markenname bis zum Jahresende 2021 verschwindet. BEOS soll als Unternehmen eigenständig erhalten bleiben.
Swiss Life Asset Managers verwaltet Vermögen im Wert von 272,3 Mrd. CHF. Davon entfallen 125 Mrd. CHF auf das Anlagegeschäft für Drittkunden. (Stand 31. Dezember 2024)

## Unternehmensführung

### Verwaltungsrat
Der Verwaltungsrat ist verantwortlich für die allgemeine Ausrichtung des Konzerns und die Überwachung der Konzernleitung. Der Verwaltungsrat wird für ein Jahr gewählt und setzt sich wie folgt zusammen:
| Position      | Name                       | Ernennungsjahr |
| ------------- | -------------------------- | -------------- |
| Präsident     | Rolf Dörig                 | 2002           |
| Vizepräsident | Klaus Tschütscher          | 2013           |
| Mitglied      | Adrienne Corboud Fumagalli | 2014           |
| Mitglied      | Damir Filipovic            | 2011           |
| Mitglied      | Stefan Loacker             | 2017           |
| Mitglied      | Henry Peter                | 2006           |
| Mitglied      | Martin Schmid              | 2018           |
| Mitglied      | Franziska Tschudi Sauber   | 2003           |
| Mitglied      | Thomas Buess               | 2019           |
| Mitglied      | Monika Bütler              | 2022           |
| Mitglied      | Severin Moser              | 2023           |
| Mitglied      | Philomena Colatrella       | 2023           |

### Konzernleitung
Der Group CEO leitet die Geschäftsaktivitäten der Gruppe und erarbeitet gemeinsam mit der Konzernleitung die langfristigen Ziele und die strategische Ausrichtung der Swiss Life-Gruppe.
- Group CEO: Matthias Aellig
- Group CFO: Marco Gerussi
- Group CIO: Per Erikson
- CEO Schweiz: Roman Stein
- CEO Frankreich: Tanguy Polet
- CEO Deutschland: Dirk von der Crone
- CEO International: Theodoros Iaponas

## Produkte
Sowohl für Privatpersonen als auch für Unternehmen werden verschiedene Produkte und Dienstleistungen angeboten, neben Erwerbsunfähigkeits-, Unfall- und Rentenversicherungen auch fondsgebundene Versicherungen und Vermögensverwaltung. Die Produkte werden zumindest teilweise im Strukturvertrieb vertrieben, was bei den Beratern zu hohem Verkaufsdruck führen kann.
Seit dem 17. Juni 2011 bietet die Swiss Life in Frankreich als erste Versicherung eine Absicherung gegen einen schlechten Ruf im Internet – die e-Reputation – an.

## CSR und Sponsoring
Die im Jahr 2005 von der Swiss Life gegründete Stiftung «Perspektiven» fördert gemeinnützige Initiativen im Schweizer Heimmarkt in den Bereichen Gesundheit, Wissenschaft, Bildung, Kultur und Sport und spendet jährlich zwischen 1,3 und 1,5 Millionen Franken für soziale und gemeinnützige Projekte.
2008 gründete Swiss Life zusammen mit elf weiteren Unternehmen die Klimastiftung Schweiz. Alle Partnerfirmen spenden ihre Überschüsse aus der Rückvergütung der CO2-Lenkungsabgabe auf Brennstoffe an die Stiftung, die damit Projekte kleiner und mittlerer Unternehmen (KMU) unterstützt, die einen Beitrag zum Klimaschutz in der Schweiz und im Fürstentum Liechtenstein leisten möchten.
Swiss Life war von 2004 bis 2020 Sponsorin des Schweizerischen Fussballverbandes (SFV) und der Schweizer Fussballnationalmannschaften.
Im Bereich Kultur unterstützt Swiss Life unter anderen das Zürich Film Festival (ZFF), das Lucerne Festival, das Opernhaus Zürich, das Tonhalle-Orchester Zürich und das Davos Festival.
Die Partnerschaft zwischen Swiss Life und dem Circus Knie wurde 2008 aufgelöst.
Seit der Saison 2015/16 unterstützt Swiss Life den Eishockey-Verein ZSC Lions als Generalsponsorin. Swiss Life ist zudem Namensgeberin der Swiss Life Arena, der Eishockey- und Sportarena für 12‘000 Fans des Vereins ZSC Lions in Altstetten.

## Konzernbeteiligungen
Neben dem Lebensversicherungsgeschäft ist die Swiss Life-Gruppe auch im Nichtleben-Geschäft tätig:
- Swiss Life Asset Managers, Zürich
- Livit AG, Zürich, Immobilien
- Swiss Life Select Schweiz AG, Zug
- Swiss Life Funds AG, Lugano, Fondsgesellschaft
- Swiss Life Network, Zürich
- Swiss Life Deutschland Holding GmbH, Hannover
  - Swiss Life Select Deutschland GmbH, Hannover
  - tecis Finanzdienstleistungen AG, Hamburg
  - HORBACH Wirtschaftsberatung GmbH, Hannover
  - Deutsche Proventus AG, Hannover
  - Swiss Compare GmbH, Hannover
- Swiss Life Immopulse, Dienstleistungen im Bereich Immobilienkauf, -verkauf und Umbauten

## Aktionärsstruktur
Swiss Life Holding AG Aktionärsstruktur mit Stand August 2025:
| Freefloat                            | 86,68% |
| UBS Fund Management (Switzerland) AG | 7,33%  |
| BlackRock, Inc.                      | 5,30%  |
| eigene Anteile                       | 0,69%  |